# Áreas de governo local no estado de Bauchi
Áreas de governo local no Bauchi (estado), Nigéria
Bauchi é dividido em 20 Áreas de governo local (LGAs). São eles:
| - Alkaleri - Bauchi - Bogoro - Dambam - Darazo - Dass - Gamawa - Ganjuma - Giyade - Itas/Gadau | - Jama'are - Katagum - Kirfi - Misau - Ningi - Shira - Tafawa Balewa - Toro - Warji - Zaki |